# ふくしまボンガーズ
ふくしまボンガーズは、福島県を中心に活動しているお笑いタレント集団、ローカルタレント。かつては、みちのくボンガーズと言う名前だった。

## 概要
吉本興業のお笑い芸人養成所「東京NSC」の8期卒業生を中心とし、2002年（平成14年）に芝居一座「★☆☆弁当座」として結成。三浦半島や明治村での地方巡業を経て、2004年（平成16年）から1年間、福島県福島市の飯坂温泉を活性化するべく設立された芝居小屋「飯坂温泉吉本はり紙昭和館」にて芝居やコントなどを公演する。
当時の所属事務所吉本興業からは芸人の地方派遣を辞めたため戻るように言われたが、2008年1月独立。独立後は、みちのくボンガーズだったが、現在はふくしまボンガーズに改名。現在では、福島県内を中心にお笑いライブや出張ライブを展開するほか、地元テレビ局・ラジオ局のローカル番組に出演するなど幅広く活動。

## メンバー
パチッコリン
- ムッシュ・サイトー（旧芸名・才当ホーシ）
- フジナッツ健（旧芸名・藤吉藤吉郎）

柴犬
- しなだマン（旧芸名・しなだかずたか）
- おかちゃん

元メンバー
- 高野雄次（弁当座時代のメンバー　就職のため2007年8月に脱退）
- マーゴン（弁当座時代のメンバー　2008年1月に脱退　茨城に活動を移す）
- 横山由美子（結婚のため2010年3月で引退）
- 水野圭悟（2013年1月体調不良で引退。現在も福島に住みながら農業を行っている）
- 神道裕（2015年3月で引退。現在は愛知の実家で家業を引き継いでいる）
- 母心（ムッシュ・サイトー、フジナッツ健、天竺一、しなだマン、おかちゃんが所属事務所だったオフィスまめかなを2016年3月3日付けで離れたため、ボンガーズを脱退[1][2]）
  - 嶋川武秀（旧芸名・嶋川最終回 通称：オカン）2021年高岡市市議会議員に当選。
  - 関あつし 絵本作家としても活動。
- めおと〜ず ※2018年、ふくしまボンガーズに籍を残しつつ、福岡にて拠点を移して活動[3]。また、同年4月にはメリードからめおと〜ずと改名したと発表[4]。2019年4月、よしもとクリエイティブ・エージェンシー福岡支部に移籍したことを報告[5]。
  - 天竺一（旧芸名・清水はじめ → 四三二一）
  - 萌ちゃん※天竺の妻。夫婦漫才でコンビを組んでいるが、サポートメンバーという形をとっており正式メンバーではない[6]。

## 出演

### テレビ
現在
- 『ゴジてれ Chu !』（福島中央テレビ）

過去
- 『イケノダイ Hi4』（福島中央テレビ）
- 『ゴジてれシャトル』（福島中央テレビ）
- 『玉ちゃん×長谷川のなるほど競艇団』（福島テレビ）

### ラジオ
- 『かっとびワイド 気分上々カガちゃん一座』（ラジオ福島）
- 『新感覚ラジオバラエティ〜ボンガーズの園〜ボンガーデン』（ラジオ福島）
- 『みちのくボンガーズのお時間少々いただきます。』（FM POCO）
- 『みちのくボンガーズのボンバラ』（FM Mot.com）